# Corps Marchia Greifswald
Das Corps Marchia Greifswald ist eine Studentenverbindung im Weinheimer Senioren-Convents (WSC). Das Corps trägt Couleur und pflegt die Mensur. Es vereint Studenten und Alumni der Universität Greifswald. Mit dem Kölner Corps Franco-Guestphalia und dem Corps Irminsul steht Marchia im Weißen Kartell.

## Couleur, Wappen und Wahlspruch
Das Corps Marchia führt die Farben rosa–weiß–rosa mit silberner Perkussion. Dazu wird eine schwarze Mütze (Hinterhauptcouleur) getragen. Das Fuchsenband ist weiß–rosa mit silberner Perkussion.
Das Wappen des Corps Marchia zeigt heraldisch oben rechts die Landesfarben Pommerns hellblau–silber–hellblau, oben links den Greif der Stadt Greifswald, rechts unten das Gründungsdatum des Corps, links unten die Märkerfarben und in der Mitte den Zirkel des Corps.
Der Wahlspruch lautet Vita brevis, ars longa!

## Geschichte
Die Marchia wurde am 3. Dezember 1881 als Akademisch-Medizinischer Verein (AMV) gegründet und war von 1895 bis 1921 Mitglied im Goslarer Kartellverband naturwissenschaftlicher und medizinischer Vereine an deutschen Hochschulen. Durch den im Jahr 1897 gegründeten Altherrenverband konnte im Jahr 1920 zunächst die Anmietung und 1926 der Kauf des eigenen Korporationshauses in der Baustraße in Greifswald bewerkstelligt werden. Im Sommersemester 1922 wandelte sich der AMV schließlich zur farbentragenden, freischlagenden Verbindung Marchia. Man erklärte sich am 20. Februar 1923 zum Corps, führte Bestimmungsmensuren ein und beantragte die Aufnahme als renoncierendes Corps in den Rudolstädter Senioren-Convent (RSC). Zu Pfingsten 1923 schloss sich der Medizinisch-Naturwissenschaftliche Verein Normannia Münster (moosgrün-weiß-gold; gegründet am 6. Mai 1896) der Marchia an. Am 1. Februar 1924 erfolgte die endgültige Aufnahme in den RSC. Durch den Beschluss der Verbandsführer von WSC und RSC vom 25. März 1934, dass „der RSC im WSC aufgeht“, wurde die Marchia Weinheimer Corps.

### NS-Zeit
Bereits 1926 war der Nationalsozialistische Deutscher Studentenbund (NSDStB) gegründet worden, der als akademischer Arm aus der NSDAP hervorging. 1931 übernahm der NSDStB die Führung der Deutschen Studentenschaft (DSt) und 1932 wurde deren gleichschaltung vollzogen. Das Gesetz über die Bildung von Studentenschaften an den wissenschaftlichen Hochschulen vom 22. April 1933 führte zur Zwangsmitgliedschaft aller deutschen Studenten in der DSt und zur dortigen Einführung des Führerprinzips. Bereits im Herbst 1933, noch vor der Einführung des Reichsarbeitsdienstes 1935, wurde ein Arbeitsdienst für Studenten obligatorisch. Per Rundschreiben forderte 1933 der DSt-Führer Oskar Stäbel alle Verbände auf, den Studierenden eine Mitgliedschaft in einem der dem SA-Stabschef unterstellten Wehrverbände (SA, SS, Stahlhelm) aufzuerlegen.
Am 22. Oktober 1933 wurde bei der Marchia Hans Klose als Corpsführer bestimmt und Ende des Sommersemesters 1933 traten die studierenden Mitglieder des Corps, mit Ausnahme eines Inaktiven, der bereits Mitglied des Stahlhelmbundes war, geschlossen der SA bei. Das Corpshaus der Marchia wurde zum Wintersemester 1933/34, entsprechend einer Weisung des RSC-Verbandsführers vom 3. September 1933 an die Corps, als Kameradschaftsheim eingerichtet und den Aktiven zur Verfügung gestellt. Da letztendlich unter diesen Gegebenheiten ein Fortbestehen des Corps für aussichtslos gehalten wurde, beschloss der Corpsführer Klose am 10. November 1935 die Suspension des aktiven Corps. Die Traditionsgegenstände und das Corpsarchiv konnten bei dem Märker Härtel in seiner privaten Villa in Dresden untergebracht werden. Sie wurden jedoch bei den Luftangriffen auf Dresden am 17. Februar 1945 durch die Alliierten vollständig vernichtet. Das Corpshaus wurde am 1. April 1936 an die Stadt Greifswald verkauft und von dieser dem Bund Deutscher Mädel (BDM) zur Verfügung gestellt. Eine ab 1937 von dem NS-Altherrenbund gewünschte Zusammenarbeit in der Betreuung einer NS-Kameradschaft fand im Altherrenverband der Marchia keine Mehrheit.

### Nach dem Zweiten Weltkrieg
Der Altherrenverband der Marchia, der auch ab 1935 inoffiziell fortbestanden und den Zusammenhalt unter den Märkern weiter gepflegt hatte, wurde am 3. März 1953 restituiert. Da Studentenverbindungen in der Deutschen Demokratischen Republik am 3. Dezember 1953 verboten wurden, vereinigten sich 1954 die Altherrenverbände von Marchia, Franconia Halle und Irminsul zu einem gemeinsamen Altherrenverband des Corps Irminsul. Die Irminsul verpflichtete sich, die Tradition des Hallenser und des Greifswalder Corps lebendig zu halten und diese zu restituieren, wenn das zukünftig einmal möglich sein sollte.

### Nach der Wiedervereinigung

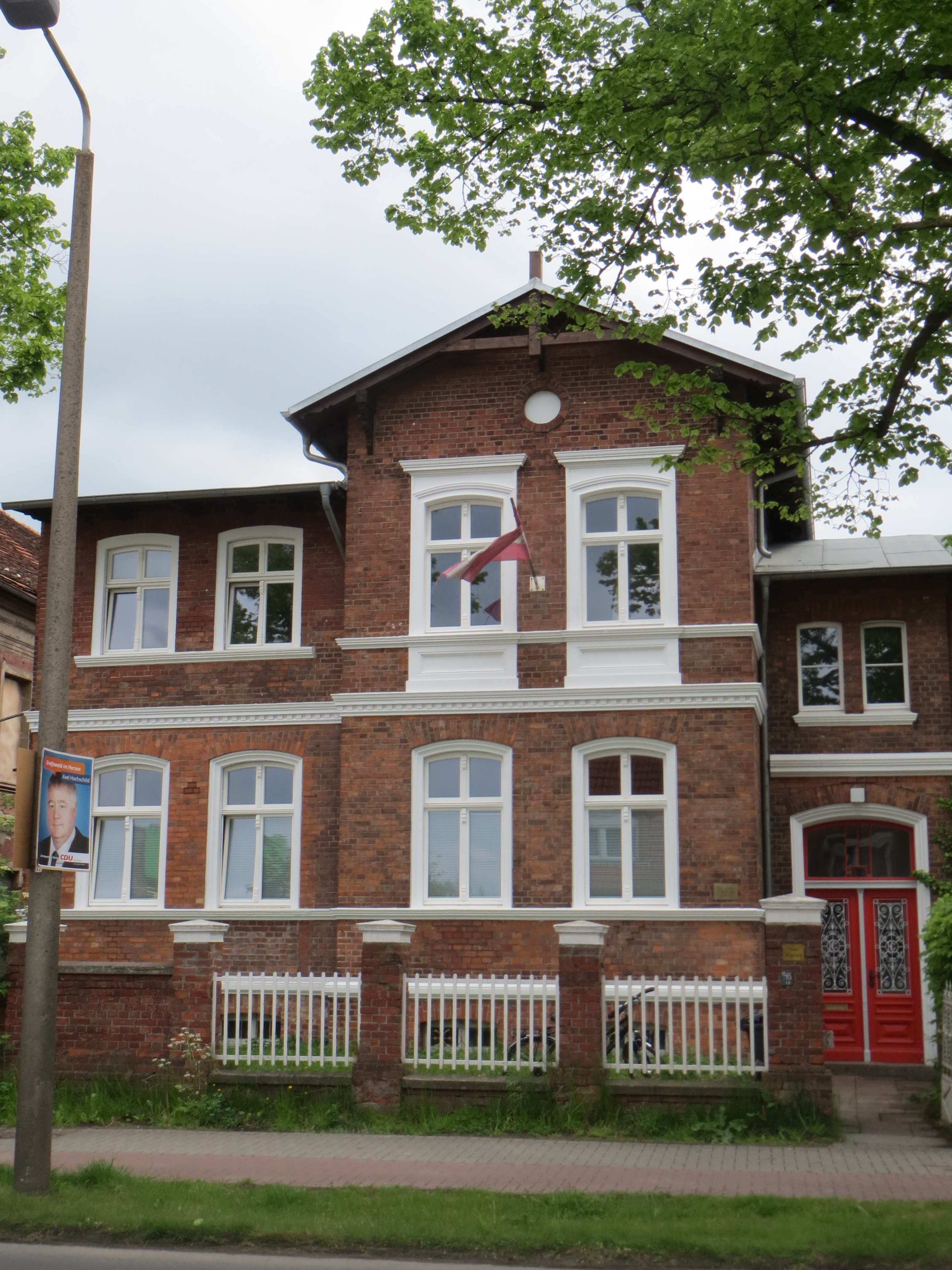
Corpshaus

Nach der Deutschen Wiedervereinigung wurde die Marchia am 25. Januar 1992 schließlich durch das Corps Irminsul und mit Hilfe von etwa 30 Mitgliedern des Altherrenverbandes der Irminsul als eine der ersten der traditionellen Studentenverbindungen in Mecklenburg-Vorpommern und als eines der ersten Weinheimer Corps in den neuen Ländern wieder aufgetan. Das Corps konnte für die Restitutionsfeierlichkeiten am 23. März 1992 in der Aula der Ernst-Moritz-Arndt-Universität Greifswald sogar den Zuspruch und die Unterstützung deren Rektors, Hans-Jürgen Zobel, sowie die des ersten mecklenburg-vorpommerschen Ministerpräsidenten, Alfred Gomolka, gewinnen.
1994 konnte das heutige Corpshaus in Greifswald erworben werden. Mitglieder der Kartellcorps Cheruscia Berlin und Markomannia Bonn schlossen sich der Marchia an. Mitglieder der Irminsul, Franco-Guestphalia und andere Weinheimer und Kösener Corpsstudenten folgten. Mit sechs bis zehn Aktiven pro Semester eigenständig geworden, konnte Marchia 2002 die ersten „Eigengewächse“ philistrieren.

## Weißes Kartell
Am 23. Januar 1993 wurde Marchia in das Weiße Kartell aufgenommen. Gründungscorps des Weißen Kartells waren Cheruscia Berlin und Markomannia Bonn. Später kamen hinzu Staufia Leipzig und Normannia Marburg sowie nach dem Zweiten Weltkrieg Irminsul und Marchia. Staufia ging in Markomannia auf, Markomannia in Franco-Guestphalia Köln. Cheruscia schloss sich in Teilen mit Rheno-Guestphalia Berlin und Teutonia Berlin zum Corps Berlin zusammen. Die übrigen Cherusker restituierten 2016 das Corps in Lüneburg. Cheruscia renoncierte im WSC und wurde zur Weinheimtagung 2019 wieder vollwertiges Mitglied im WSC und im Weißen Kartell, dem der Altherrenverein ununterbrochen angehört hat.

## Mitglieder
- Max Bleibtreu (1861–1939), Physiologe, Rektor der Universität Greifswald
- Hermann Frenzel (1895–1967), Otorhinolaryngologe an der Universität Göttingen
- Hans Klose (1880–1963), Verfasser des Reichsnaturschutzgesetzes
- Franz Lehmann (1881–1961), Pharmakologe an der Universität Greifswald
- Hugo Schulz (1853–1932), Pharmakologe an der Universität Greifswald
- Wolfgang Stammler (1886–1965), Germanist und Literaturhistoriker an der Universität Fribourg
- Otto Waldmann (1885–1955), Veterinärmediziner und Bakteriologe an der Universität Greifswald

## Siehe auch

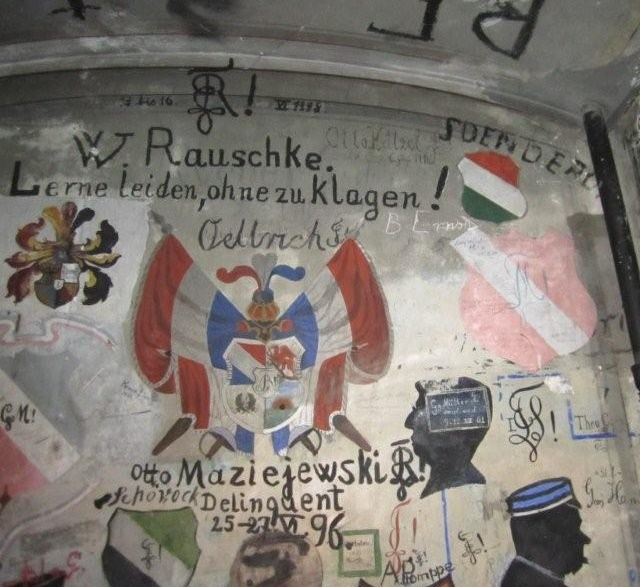
Marchia Greifswald (re.) im Greifswalder Karzer